# 石原正武
石原 正武（いしはら まさたけ）は、江戸時代前期の旗本。

## 生涯
石原正種の二男として誕生。母は武田家家臣の山下八郎右衛門の娘。
寛永19年（1642年）3代将軍徳川家光に召しだされ、勘定方に列し、切米150俵を賜わる。寛文4年（1664年）6月11日勘定組頭に転じ、同年12月25日新たに100俵を賜わる。寛文8年（1668年）3月29日、常の精勤の褒美として黄金3枚を賜わる。天和2年（1682年）4月22日また100俵を加えられ、そののち勤めを辞し、小普請となる。元禄元年（1688年）5月5日死去。法名日明。